# Tassello (toreutica)
Il termine tassello, inteso come una piccola superficie di lamina metallica, entra in gioco nella toreutica delle sculture in bronzo, quindi nella fase successiva alla colata, in lavorazioni e interventi aventi lo scopo di eliminare i piccoli e inevitabili difetti di fusione che si manifestano come antiestetiche irregolarità, escrescenze o bolle superficiali.

## Tecnica
Il difetto di fusione veniva eliminato mediante rimozione, in un'operazione che richiedeva l'asportazione di una porzione della superficie scultorea, più o meno estesa a seconda della grandezza del difetto. Dopo l'operazione si rendeva quindi necessario risarcire la lacuna così creata: ciò avveniva mediante l'inserzione, al suo posto, di una lamina metallica, detta tassello. 
Nonostante la maestria profusa dall'artefice, le tracce di queste inserzioni rimangono comunque apprezzabili alla vista, non sfuggendo a un esame attento della superficie scultorea.

## Tasselli fantasma
Una particolare importanza hanno i cosiddetti tasselli fantasma, che permettono di individuare gli autentici originali e distinguerli dalle copie successive. 
Le tecniche di riproduzione di una copia, a partire da un originale, passavano, infatti, attraverso l'ottenimento di un calco. Quest'ultimo, nel riprodurre i dettagli dell'originale, conservava anche le impronte fedeli di tutti gli autentici tasselli applicati sulla scultura copiata. Le impronte riportate sulle copie sono quelli che in gergo sono detti  tasselli fantasma, ovvero irregolarità superficiali simili a un tassello a cui, però, non corrisponde alcuna discontinuità o intervento di riparazione, 
La differenza tra un tassello fantasma e uno reale sta nel colore e nell'aspetto superficiale: i tasselli veri sono caratterizzati da una discontinuità nel colore, da una maggiore porosità superficiale, dalla presenza di leggere scalinature e, in alcuni casi, anche di vere e proprie rigature in corrispondenza dei margini del tassello.
L'osservazione di 'tasselli fantasma' permette di riconoscere con sicurezza l'opera come una copia.
Il procedimento è stato applicato con successo in vari casi, come quello dell'Apoxyómenos di Efeso, rinvenuto dalla missione austriaca e ora conservato al Kunsthistorisches Museum di Vienna.
Partendo da una copia, è anche possibile, e utile, ricostruire una mappa delle posizioni dei tasselli fantasma, che fornirà una mappatura di quelli autentici presenti sull'originale perduto nella sua integrità. L'utilità di questa sorta di 'topografia' dei tasselli fantasma risiede nel fatto che il confronto di due esemplari (o frammenti) scultorei, permette di determinare se si tratta di copie provenienti da uno stesso originale: in quest'ultimo caso, infatti, la distribuzione dei tasselli fantasma sarà identica.